# Bremen (bremisches Adelsgeschlecht)
Die Herren von Bremen de Brema sind seit 1072 urkundlich belegt. Sie stellten zahlreiche Advokaten bzw. Vögte Bremens, waren über Generationen Gografen des Hollerlands wie Werderlands, Bürger Bremens, Lübecks, Rigas in Livland und des Bistums Cammin in Pommern. Sie waren eng verwandt mit den von Burgdorf, von Escherde, von Gröpelingen, von Horn, von Hude und von Walle. In Bremen wie Lübeck existierten zwei Linien, die von Bremen und deren Seitenlinie Monnik, auch Monachus genannt, als direkte Nachkommen Alard I.; in Livland und Pommern nur Mitglieder der Monnik. In der jüngeren Geschichtsforschung spricht man konkret von einem baltischen Adelsgeschlecht, begründet in der Tatsache von Begüterungen in Estland.

## Frühe Familienmitglieder
Das erste namentlich bekannte Familienmitglied war der aus Bayern, gemeinsam mit seinem Verwandten, Bischof Liemar, nach Bremen eingewanderte Advokat Gerung. Ihm folgte Hermann, der sich wie Gerung noch nicht des Familiennamens von Bremen bediente, aber als Advokat amtierte. Erst Hermanns Sohn Engelbert urkundete 1159 als de Brema, also von Bremen. Er war kein Advokat, aber Ritter. Ein Sohn Engelbert von Bremens, Alard I., der 1181 als Dominus Alardus urkundete, war ab 1186 bis 1217 Avocatus Bremensis, bezeichnete sich selbst aber, anders als sein Vater, nie als Herr „von Bremen“.

## Verwandtschaft
Die Mutter von Alard I. war ein Fräulein von Burgdorf. Deren Vater, Adalhard (Alard) von Burgdorf, war Namenspatron für seinen Enkel und Vogt des Klosters St. Georgenberg bei Goslar. Auch sein Sohn, Alardus von Burgdorf, trug den Leitnamen des Vaters. Interessanterweise urkundete Adalhard von Burgdorf am 3. Juni 1154 in einer Urkunde Herzog Heinrichs des Löwen, als dieser dem Kloster Riechenberg zwei Hufen und einen Berg schenkte, gemeinsam mit Adalhard und Widego von Gittelde (Adelsgeschlecht), Mitgliedern der Familie der Edelherren von Rosdorf. Jutta von Escherde, Tochter Lippolds I. aus einer anderen Seitenlinie der Rosdorfer, war Alard I. von Bremens Ehefrau. Lippold von Escherdes Söhne Dietrich und Lippold waren Vögte von Burgdorf und besaßen, gemeinsam mit den Herren von Goslar, die Burg Depenau, eine der drei Burgen in und um Burgdorf und Stammsitz der Edelherren von Depenau.
Die Verwandtschaft derer von Bremen mit den von Escherde hatte mehr als 150 Jahre Bestand. 1235 wirkte als Zeuge für Advokat Alard II. von Bremen Otto von Rosdorf, in Vertretung der Seitenlinie von Escherde. Mehrfach zeugten die von Escherde für die Monnik und umgekehrt. Sie verfügten über gemeinsamen Besitz, z. B. in Borgfeld. Nachdem die von Escherde aus Bremen verschwunden waren, übernahmen ihre nahen Verwandten, die Herren von Freden, deren Funktion, zeitweise auch als Vögte des Erzbischofs zu Bremen.

## Alard I. und seine Nachkommen, die Monnik
Alard, der von 1186 bis 1217 amtierte, also 31 Jahre lang, zog sich 1217 als Mönch ins Kloster Loccum zurück, wo er 1219 verstarb. Aus diesem Grund bezeichnet man ihn als Alardus Monacho, im Bremer Dialekt „Monnik“. Dieser Eigenname ging auf seine Nachkommen, Söhne wie Enkel, über. Alards Verwandte, sprich Brüder, Onkel und Neffen, behielten den Familiennamen von Bremen „de Brema“ bei.
Alard II. von Bremen folgte dem Vater als Advokat, ab 1235 als Advokat für das Bremer Umland. 1239 amtierte er als Advokat des Hollerlands. Lippold I. von Bremen – benannt nach seinem Großvater Lippold von Escherde – hielt sich zwischen 1229 und 1248 in Livland auf. Bis 1236 kämpfte sein Onkel, Dietrich von Escherde, Bruder seiner Mutter Jutta, mit ihm in Livland. Nachdem der Onkel gefallen war, ersetzte Lippold II. von Escherde, Lippold von Bremens jüngerer Onkel, diesen. 1248 siedelte Lippold von Bremen sich bei Cammin in Pommern an, wo er 1252 starb. Er hatte zwei Söhne, Friedrich und Lippold II. Monnik. In den folgenden Generationen bis Mitte des 14. Jahrhunderts stellten die Monnik stets einen oder mehrere „Consule“ der Stadt Bremen. Obwohl immer noch Ritter, gehörten die Monnik zum Patriziat Bremens. Auch stellten sie in jeder Generation hohe Geistliche, Domherren, Pröpste etc.

## Das Haus von Bremen-Monnik
Die Herren von Bremen und die Monnik waren umfangreich um Bremen bis nach Stade und Oldenburg begütert. Sie stellten bis Mitte des 13. Jahrhunderts die bischöflichen wie städtischen Advokaten. Außerdem zahlreiche hohe Geistliche in Bremen, Verden, Lübeck, Riga, Ratzeburg und Hildesheim. Sie pflegten enge Beziehungen zu den Klöstern Lilienthal und Loccum. Ende des 15. Jahrhunderts ließ ihre Bedeutung für die Stadt Bremen, das Bistum und das Land nach. Allmählich verschwanden sie aus den Urkundenbüchern.
Was als Vermächtnis bleibt, war ihr bedeutender Anteil an der frühmittelalterlichen Entwicklung von Bistum und Stadt Bremen. Auch ihre bedeutende Rolle im Zusammenhang mit der Kolonisierung und Urbarmachung des Bremer Umlands, der Eindeichung und Schiffbarmachung der Weser, war von bleibendem Wert. Durch die Aussplittung in zwei Hauptlinien (de Brema und Monnik), sowie die Nebenlinien von Gröpelingen, von Horn, von Hude und von Walle, verteilten sich ihre Ämter und Funktionen, sowie der ursprünglich große Grundbesitz auf zu viele Schultern, als dass die frühe Bedeutung aufrechtzuerhalten gewesen wäre. Schließlich lösten ehrgeizigere Familien das Haus von Bremen und ihre Nebenlinien ab und übernahmen deren Ämter und Funktionen.

## Stammliste (11. bis 13. Jhd.)
A. Gerungus (1072–1122) Advokat
B. Hermann (1093–1152) Advokat
C. Engelbert de Brema (1115–1159)
D1. Alardus I. (1186–1217) Advokat
E1. Brunnig de Brema (1222–1249)
E2. Alardus II. de Brema (1239–1247) Advokat
E3. Lippold I. de Brema (1225–1252)
F1. Friedrich Monnik (1268–1307)
F2. Bernhard Monnik (1300–1305)
F3. Lippold II. Monnik (1268–1280) Advokat
G1. Arnold Monnik
G2. Friedrich Monnik
H1. Arend Monnik
H2. Hermann Monnik
G3. Otto Monnik
E4. Jutta von Bremen (1230)
E5. Albert von Bremen (1254–1278)
D2. NN von Bremen
E6. Herboard de Brema 1224
E7. Siegfried I. de Brema (1233–1251)
F4. Siegfried II. de Brema (1257–1272)
E8. Gerhard de Brema 1233
D3. Jordanus de Brema 1204
E9. Heinricus I. de Brema (1257–1276)
F5. Heinricus II. de Brema 1276
E10. Abelo de Brema (1261–1273)
E11. Thidericus de Brema 1275
D4. Thetward I. de Brema 1189 Advokat
E12. Nikolaus de Brema (1201–1244)
E13. Thetward II. de Brema (1201–1244)

## Jüngere Genealogie bis in das 20. Jahrhundert

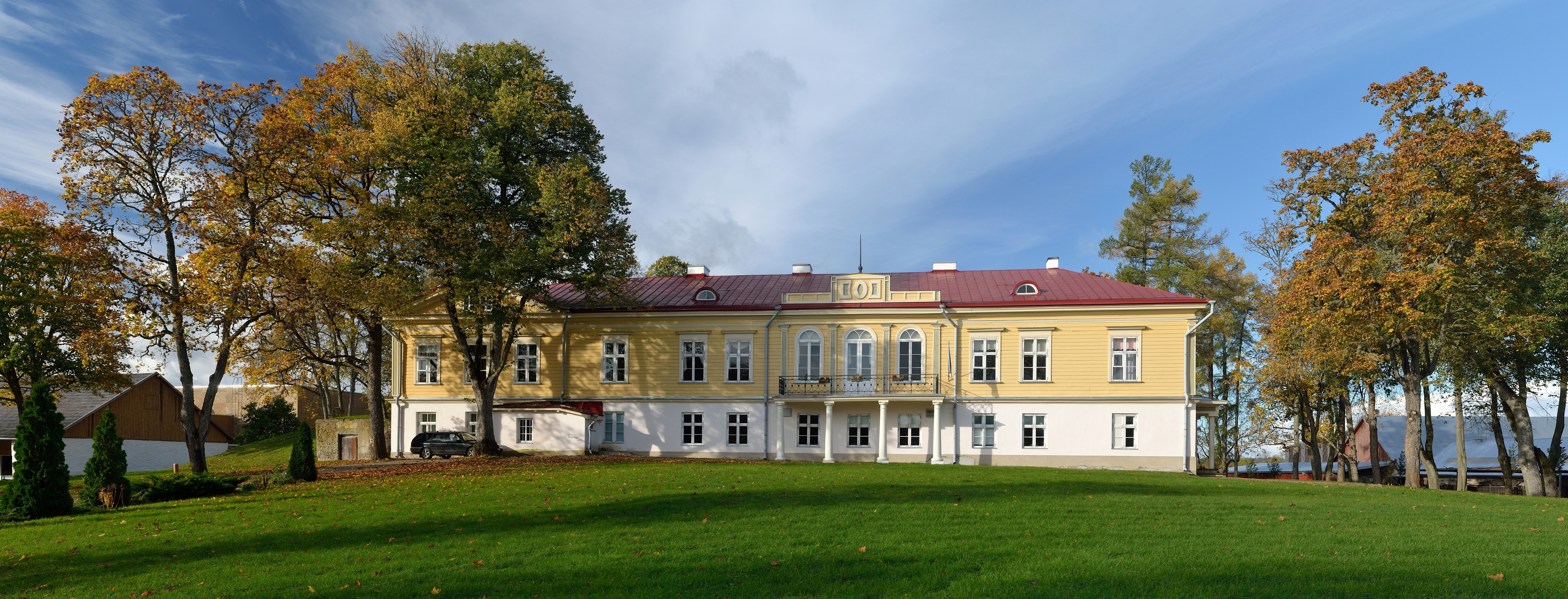
Gutshaus Ruila, dt. Ruil

Das Genealogische Handbuch des Adels schließt die jüngere Genealogie mittelbar bei Nicolaus von Brema an, ferner bei Tietwerdus de Brema 1218. Ein Stammbaum ist ab Tilo von Bremen, 1370 als Vasall des Deutschen Ordens urkundlich, und in direkter Nachfolge Tuve I und als Enkel Hans von Bremen, wiederum dessen Sohn Tuve II, nachgewiesen 1484. Weitere Generationen später sind Oberstleutnant Hans von Bremen, verheiratet mit Margaretha Elisabeth von Wulffen, ihr Sohn Paul Johann, ebenfalls Oberstleutnant und Nachfahre Leutnant Adam Johann von Bremen, sämtlich in schwedischen Diensten. Karl von Bremen (1706–1764) war dreimal verheiratet. Aus der zweiten Beziehung mit Christina Charlotte von Klugen entstammen die Söhne Karl (1744–1825) und Hans Heinrich (1749–1790). Sie sind die Begründer der beiden großen Stammlinien, I, Kappo genannt, II, Maussau bezeichnet. Die Linie I bildete die Häuser Kappo und Ruil, welche bis heute bestehen. Die Linie II besteht ebenfalls bis in die Neuzeit.

## Wappen
Das Familienwappen derer von Bremen und Monnik bestand aus einem Adler, der dem Reichsadler ähnlich, in etwa dem des Bremer Roland in dessen Wappenschild entsprach. Das Bremische Urkundenbuch weist diverse erhaltene Siegel aus, die sich in den Hauptstaats-Archiven Bremens, Hamburgs und Hannovers erhalten haben. Auch mehrere Mitglieder der verwandten Linien von Gröpelingen, von Walle, von Horn und Hude verwendeten das Wappen zeitweilig. (12./13. Jhd.)
Das in diversen Wappenbüchern als Stammwappen derer von Bremen und Monnik verzeichnete Wappen, das zweigeteilt ist und ein halbes Rad enthält, wurde vom Lübecker Ableger des Hauses Bremen verwendet. Dass das Wappen zu Lübeck geändert wurde, dürfte auf die Rivalität der Freien Hansestadt zum Reich und zu dessen Symbol, dem Reichsadler, zurückzuführen sein. Als Kaufleute Lübecks existierten Nachkommen dieser Linie länger, sowie im ganzen norddeutschen Raum, weshalb sich ihr Wappen in den spätmittelalterlichen und neuzeitlichen Wappenbüchern fälschlich als angebliches Familienwappen durchsetzte.
Die erhaltenen Original-Siegel in den Hauptstaatsarchiven belegen dagegen den Adler als ursprüngliches, originales Familienwappen.

## Archivalien
- Bremisches Urkundenbuch 1-5. Hrsg. Wilhelm von Bippen, Verlag C. Ed. Müller, Bremen. regesta-imperii
- Hamburger Urkundenbuch 1,2
- Martikeln und Verzeichnisse Pommerns
- Mecklenburgisches Urkundenbuch, Band 1 (786-1250), Hrsg. Verein für Meklenburgische Geschichte und Alterthumskunde, In Commission Stiller, Schwerin 1863. Digitalisat
- August von Wersebe: Über die niederländischen Colonien, welche im nördlichen Teutschlande im 12. Jh. gestiftet worden, weitere Nachforschungen mit gelegentl. Bemerkgn zur gleichzeitigen Geschichte. Hahn, Hannover 1815–16. DNB
- Bremisch und Verdischer Rittersahl. Druck Rudolf Hoffer, Verlag Joh. Andreas Grimm, Bremen 1720.
- Christian Ludwig Scheidt: Historische und diplomatische Nachrichten von dem hohen und niedern Adel in Teutschland, mit vielen ungedruckten Urkunden, welche wie überhaupt die Ehre und Vorrechte der Ritterschaft ..... Johann Chistoph Richter, Hannover 1754.
- Johann Gottlieb Heineccius, Antiquetates
- Johann Hermann Duntze: Geschichte der freien Stadt Bremen. 4 Bände, Heyse, Bremen 1845-1851.
- Mushard Luneberg: Monumenta Nobilitatis Antiquae familiarum illustrium, imprimis ordinis equestris in ducatibus Bremensi et Verdensi, i. e. Denkmahl der uhralten, berühmten hochadelichen Geschlechter, inbesonderheit der hochlöblichen Ritterschaft im Hertzogthum Bremen und Verden. Herman(n) und Berthold Brauer, Bremen 1708. Digitalisat